# محمد برادة
محمد برادة (ولد 14 مايو 1938، الرباط) روائي وناقد مغربي. يكتب القصة والرواية، كما يكتب المقالة الأدبية والبحث النقدي، وله في هذه المجالات جميعها العديد من الدراسات وبعض الكتب ذات الأثر اللافت في المشهد الثقافي والأدبي والنقدي العربي، ككتابه الهام حول محمد مندور وكتابه النقدي حول الرواية العربية.

## مسيرته الشخصية والمهنية
- تابع دراسته  بالرباط، ثم سافر إلى مصر لمواصلة دراسته الجامعية في القاهرة حيث حصل عام 1960 على الإجازة في الأدب العربي.[1]
- نال عام 1962 شهادة الدراسات المعمقة في الفلسفة بجامعة محمد الخامس في مدينة الرباط،
- حصل على درجة الدكتوراه من جامعة السوربون الفرنسية عام 1973؛
- عمل أستاذاً محاضراً في كلية الآداب والعلوم الإنسانية بجامعة محمد الخامس بالرباط، ؛
- ترأس البرامج الثقافية في الإذاعة المغربية؛
- شغل منصب رئيس اتحاد كتاب المغرب لثلاث ولايات متتالية خلال الفترة الممتدة من 1976 إلى 1983؛
- اهتم بالسياسة وحقوق الإنسان في منابر وطنية ودولية قبل تفرغه للأدب؛
- ارتبط بالدبلوماسية الفلسطينية المعروفة ليلى شهيد سفيرة دولة  فلسطين لدى الاتحاد الأوروبي سنة 1978  [2]

## مسيرته الأدبية
تميزت مسيرة الأديب محمد برادة بالتنوع والامتداد. كتب في بداياته قصصا ومقالات سياسية في صحف ومجلات عديدة.  نشر أول قصة له بعنوان "المعطف البالي" في جريدة "العلم" المغربية عام 1957، وهو في عنفوان الشباب (18 سنة).  انفتح على قراءة الأدب والفلسفة العالميين بشكل كبير (غوته وهايدغر ونيتشه...) مما ساهم في بلورة مشروعه الأدبي والفكري والانفتاح على ترجمة ثقافات متعددة. وتنوعت إنتاجاته الابداعية  بين "القصة والرواية والنقد الأدبي والترجمة.
وتجدر الإشارة أن كتابة الرواية جاءتْ متأخرة لديه بعد الكتابة النقدية والترجمة، اللتين أفرزهما ارتباطه بالتدريس وتأطير طلبته، إذ يعتبر أن الاختيار الحقيقي لانتمائه  إلى الأدب يتجلى في كتابة القصة والرواية. يعتبر من رواد تيار التجريب في الكتابة باعتباره شكلا مغايرا للشكل التقليدي المسمى «الواقعي». وذلك من منطلق أن الرواية قابلة لامتصاص جميع الأشكال التعبيرية.
ساهم في تحرير مجلتي «المشروع» و «القصة والمسرح»، وأشرف على إدارة مجلة «آفاق».

## أعماله
من أبرز أعماله:
- فرانز فانون أو معركة الشعوب المتخلفة / محمد زنيبر، مولود معمري، ومحمد برادة، الدار البيضاء، 1963.
- محمد مندور وتنظير النقد العربي، دار الآداب، بيـروت، 1979، (ط.3 2، القاهرة، دار الفكر، 1986)
- سلخ الجلد: قصص، بيروت، دار الآداب، بيروت، 1979.
- لغة الطفولة والحلم: قراءة في ذاكرة القصة المغربية، الشركة المغربية للناشرين المتحدين، الرباط، 1986.
- لعبة النسيان: رواية دار الأمان، الرباط، 1987، (ط. 2، الرباط، دار الأمان، 1992)
- الضوء الهارب: رواية، البيضاء، الفنك، 1994، (ط. 2، الرباط، دار الأمان، 1987، 176ص).
- أسئلة الرواية، أسئلة النقد، منشورات الرابطة، البيضـاء.
- مثل صيف لن يتكرر، البيضاء، الفنك، الدار البيضاء، 1999.
- ورد ورماد: رسائل / بالاشتراك، مع محمد شكري، المناهل، الرباط، 2000.
- رواية امرأة النسيان، 2002.
- رواية حيوات متجاورة، 2009.
- رواية «بعيداً من الضوضاء، قريبا من السكات» عام 2014؛
- رواية موت مختلف، منشورات الفنك،2016.
- رواية «رسائل من امرأة مختفية» عام 2019

### إسهامات في الترجمة
- من المنغلق إلى المنفتح / محمد عزيزالحبابي، ترجمة محمد برادة، القاهرة، مكتبة الأنجلو مصرية.
- الرواية المغربية / عبد الكبير الخطيبي، ترجمة محمد برادة، قدم الترجمة محمد بن العابد الفاسي منشورات المركز الجامعي للبحث العلمي، الرباط، 1971.
- حديث الجمل / الطاهر بنجلون، ترجمة: محمد برادة، دار النشر المغربية، البيضاء، 1975.
- في الكتابة والتجربة/ عبد الكبير الخطيبي، ترجمة محمد برادة، دار العودة، بيروت، 1980، (ط. 2، الرباط، منشورات عكاظ، 1990).
- ديوان الخط العربي / عبد الكبير الخطيبي ومحمد السجلماسي، ترجمة محمد برادة، الدار البيضاء، 1981.
- الدرجة الصفر للكتابة / رولان بارت، ترجمة محمد برادة، الشركة المغربية للناشرين المتحدين، الرباط، 1981، (ط. 3، ش.م.ن.م. 1995)
- قصائد تحت الكمامة: شعر / عبد اللطيف اللعبي، ترجمة محمد برادة، الشركة المغربية للناشرين المتحدين، الرباط، 1982.
- الخطاب الروائي / ميخائيل باختين، ترجمة وتقديم محمد برادة، القاهرة، دار الفكر، القاهرة 1987

## الجوائز
حصل  محمد برادة على:
• جائزة المغرب للكتاب في صنف الدراسات الأدبية عن كتابه النقدي “فضاءات روائية”
•جائزة مهرجان فاس المتوسطي للكتاب
• جائزة كتارا للرواية العربية – فئة الروايات المنشورة لعام 2017 عن رواية “موت مختلف”

## وصلات خارجية
- محمد برادة على موقع أرشيف الشارخ.
- حوار مع الناقد المغربي محمد برادة حاوره: سعد أبو غنام وشاهر عجمي، السفير - لبنان 14 شباط (فبراير) 2008